# Ейнарі Коппель
Ейнарі Юліусович Коппель (ест. Einari Koppel; 21 грудня 1925, Таллінн, Естонія — 10 жовтня 1978, Таллінн, Естонська РСР) — естонський і радянський актор театру та кіно. Народний артист Естонської РСР (1976).

## Життєпис
Народився 1925 року в сім'ї артистів (мати Ада Ретсеп була зіркою кабаре, батько Юліус Коппель був знаменитим клоуном Лексом). 1943 року Ейнарі закінчив Талліннську міську школу. У тому ж році вступив до Люфтваффе Третього Рейху. Пізніше воював у Фінляндії як доброволець проти РККА. Після закінчення німецько-радянської війни та анексії Естонії Радянським Союзом вимушений був переховуватися протягом тривалого часу і не афішував цю частину своєї біографії. У 1946 році недовго навчався у консерваторії.
З 1946 року працював диктором Естонського радіо. У 1950 році закінчив Естонський державний театральний інститут (нині Естонська академія музики та театру). Дебютував на театральній сцені драматичного театру «Угала» у Вільянді у 1950 році. З 1958 по 1973 рік — актор театру «Ванемуйне» в Тарту. У 1973—1978 роках грав в Естонському драматичному театрі в Таллінні.
Брав участь у музичних виставах. Як визнаний куплетист часто з'являвся в розважальних програмах Естонського телебачення. Незадовго до смерті заспівав естонською мовою пісню крокодила Гени. Серед ролей — Річард III в однойменній п'єсі Вільяма Шекспіра. Знімався у кіно з 1955 року, зіграв у 16 фільмах та телесеріалах.
Помер 1978 року від лейкемії. Похований на Лісовому цвинтарі Таллінна.

## Родина
Чотири рази був одружений. У цих шлюбах народилося двоє дітей — син (Ерккі Сонн) та донька (Малле Коппель).

## Вибрана фільмографія
- 1955 — Щастя Андруса / Andruse õnn — епізод
- 1961 — Хлопці одного села / Ühe küla mehed — Кустас
- 1963 — Озирнись в шляху / Jäljed — Кустас (дублював Микола Кузьмін)
- 1963 — Приборкувачі велосипедів / Jalgrattataltsutajad — комендант зоопарку (дублював Юрій Саранцев)
- 1964 — Новий нечистий з пекла / Põrgupõhja uus Vanapagan — каменяра
- 1965 — Їм було вісімнадцять / Me olime 18 aastased — Фелікс (дублював Станіслав Чекан)
- 1965 — Супернова / Supernoova — Ланг
- 1966 — Що трапилося з Андресом Лапетеусом? / Mis juhtus Andres Lapeteusega? — Андрес Лапетеус
- 1967 — Віденська поштова марка / Viini postmark — Саулюс (дублював Олег Мокшанцев)
- 1968 — Мертвий сезон — Дрейтон, американський контррозвідник
- 1970 — Заблукалі / Valge laev — Рудольф Тальгре (дублював Михайло Погоржельський)
- 1970 — Вкрали Старого Тоомаса / Varastati Vana Toomas — лже-Тоомас
- 1972 — Геркус Мантас / Herkus Mantas — Хартмут фон Грумбах, контур лицар Тевтонського ордена
- 1972 — Молодий пенсіонер / Noor pensionär — гість на весіллі
- 1974 — Чисто англійське вбивство — Артур Роджерс, сержант, охоронець сера Джуліуса (дублював Юрій Боголюбов
- 1975 — Варіант «Омега» — бармен (дублював Анатолій Соловйов)
- 1976 — Життя і смерть Фердинанда Люса — Хансе Кроне, політичний оглядач журналу «Екстра один»
- 1978 — Три рубіни / Kolm rubiini (фільм-вистава) — Садчиків

## Нагороди
- 1965 — Заслужений артист Естонської РСР .
- 1976 — Народний артист Естонської РСР .